# Templo de Sacramento (California)
El Templo de Sacramento es uno de los templos construidos y operados por la Iglesia de Jesucristo de los Santos de los Últimos Días, el número 123 construido por la iglesia y el séptimo templo construido en el estado de California, haciéndolo el estado con más templos SUD en los Estados Unidos, con la excepción del estado de Utah. Antes de la construcción del templo en Sacramento, los fieles de la región viajaban al oeste, hasta el templo de Oakland para sus rituales religiosos. El templo está ubicado en la ciudad de Rancho Cordova, un suburbio a unos 25 km al este del capitolio del estado de California y en el fondo discurre la cordillera Sierra Nevada.

## Construcción
Los planes para la construcción del templo en Sacramento, en la ciudad de Rancho Cordova al este de la capital de California se anunciaron en la conferencia general de la iglesia en abril de 2001. Seguido el anuncio público, la iglesia en ese país buscó un terreno adecuado seleccionando una área de 16,5 hectáreas que ya poseía desde 1972 cuando se la compró a una corporación aeroespacial a orillas del U.S. Route 50. La ceremonia de la palada inicial ocurrió el 22 de agosto de 2004. Los líderes gubernamentales de Sacramento favorecieron la construcción del edificio unánimemente, en especial por mejorar la apariencia del área seleccionada. El estado de California es el segundo estado de los Estados Unidos con una mayor concentración de fieles de la iglesia SUD.

## Dedicación
El templo SUD de Sacramento fue dedicado para sus actividades eclesiásticas en cuatro sesiones, el 3 de septiembre de 2006, por Gordon B. Hinckley, el entonces presidente de la iglesia SUD. Antes de ello, la iglesia permitió un recorrido público del interior y las instalaciones del templo desde el 29 de julio al 26 de agosto del mismo año, al que asistieron 168.367 visitantes. 
El templo de Sacramento sirve a miles de miembros de la iglesia SUD repartidos en 20 estacas del área, incluyendo Chico y otras ciudades del Condado de Butte, Stockton y otras ciudades del Condado de San Joaquín, Vacaville y otras ciudades del Condado de Solano, Woodland y otras ciudades del Condado de Yolo y ciudades del Condado de Sutter.
El templo de Sacramento tiene un total de 1.811 metros cuadrados de construcción, contando con dos salones para las ordenanzas SUD y cuatro salones de sellamientos matrimoniales. 